# 德洛伊特 (愛荷華州)
德洛伊特（英語：Deloit）是一個位於美國愛荷華州克勞福德縣的城市。

## 地理
德洛伊特的座標為42°05′50″N 95°19′09″W / 42.09722°N 95.31917°W，而該地的平均海拔高度為387米（即1270英尺）。

## 人口
根據2010年美國人口普查的數據，德洛伊特的面積為1.09平方千米，當中陸地面積為1.09平方千米，而水域面積為0.00平方千米。當地共有人口264人，而人口密度為每平方千米242人。